# Pleuronectes platessa
La platija (Pleuronectes platessa) es una especie de pez pleuronectiforme de la familia Pleuronectidae. Es muy habitual en los fondos arenosos (aprox 200 m) del mar de Barents y del mar Mediterráneo.

## Características

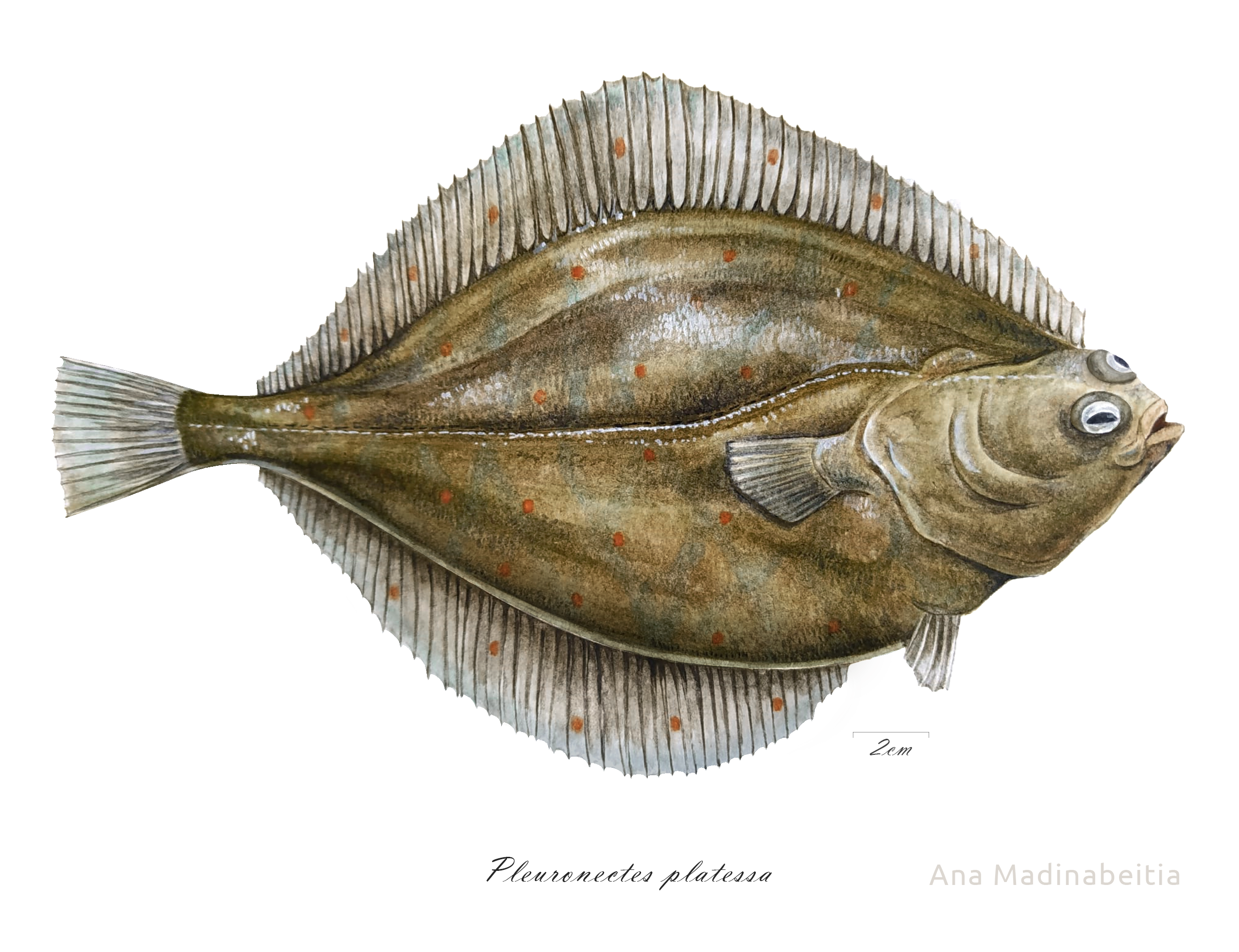
Pleuronectes platessa o platija. Acuarela sobre papel. Ilustración de Ana Madinabeitia, [https://www.norarte.es/eu/ Norarte studio

Suele ser de 20 a 30 cm de largo, tiene el cuerpo plano y su cara dorsal es generalmente más oscura que el rodaballo, su carne suele estar moteada con unos puntos de color anaranjado.

## Usos como alimento
En Inglaterra se emplea en fish and chips. En la cocina de Dinamarca se consume frecuentemente. También es una especialidad típica de Hamburgo( (Alemania), frito con un ligero rebozado y servido con taquitos de panceta por encima, “Scholle auf Finkenwerder Art”.